# Podlasec Nack
Podlasec Nack (angleško Nack the Weasel), znan tudi kot Ostrostrelec Fang (angleško Fang the Sniper), je stranski antagonist v franšizi Ježek Sonic. Čeprav ne drži s dr. Robotnikom, ni Sonicov prijatelj. V bistvu Nack sploh ni tako značajsko slab, je pa neuspešen poskus junaka. Je lovec na zaklade, ki Kaosove smaragde išče predvsem zaradi denarja.

## Razvoj
Nack je bil zasnovan kot lik, ki bi se pojavil le v igrah, ki so namenjeni izključno za Segino konzolo Game Gear. Z dovoljenjem Naota Ošime ga je oblikoval Šiniči Higaši kot svoj prvi profesionalni lik. Osebnost in značaj mu je pripisal Tadaši Ihoroi.
Navdih za Fanga naj bi bili skakači. Kasneje je veljalo, da je Fang mešanec med volkom in skakačem. V Ameriki in večini sveta je bil lokaliziran kot podlasec. V razvojni fazi je bil znan kot »Nack«. Kasneje je bilo ime spremenjeno v »Fang«, ker bi zaradi podobne izgovarjave imen prišlo do zmede med Knucklesom in Nackom. Prvotno ime se je obdržalo v Severni Ameriki in nekaterih predelih sveta.
Za razliko od večine likov ima Nack samo štiri prste na eni roki.

## Igre
- Sonic the Hedgehog Triple Trouble (1994)
- Sonic the Fighters (1996)